# Juan de Dios Navarro Caballero
Juan de Dios Navarro Caballero (Elx, 1 d'octubre de 1971) és un polític valencià, diputat a les Corts Valencianes en la VIII legislatura.

## Biografia
Estudià dret i en 1993 fou president de Nuevas Generaciones a Elx. Fou escollit regidor del Partido Popular a l'ajuntament d'Elx a les eleccions municipals espanyoles de 1995 i 2003. El 2007 fou nomenat conseller de Ràdio Televisió Valenciana (RTVV), de la que en fou nomenat president del consell d'administració en 2011. Durant el seu mandat fou acusat de cobrar dietes en quantitats excessives. De 2010 a 2011 fou vicesecretari de la Federació Valenciana de Municipis i Províncies (FVMP) I de 2011 a 2013 fou delegat del Govern Valencià a la província d'Alacant.
En 2014 va substituir en el seu escó María Milagrosa Martínez Navarro, escollida diputada a les eleccions a les Corts Valencianes de 2011 i que renuncià a l'escó per la seva imputació en el cas Gürtel.